# 모로타이섬 전투
모로타이섬 전투(Battle of Morotai)는 1944년 태평양 전쟁 후기에 인도네시아 동부 말루쿠 제도의 모로타이섬에서 수비하는 일본군과 상륙하는 미군 주력 연합군 사이에 벌어진 전투이다. 미군은 필리핀 진공 작전의 첫 단계로 모로타이섬을 점령하고 비행장 등 대규모 기지를 건설했다.

## 배경
태평양 전쟁 중 뉴기니 방면에서 진공 작전을 실시해 온 더글러스 맥아더 장군을 사령관으로 하는 미 육군 주체의 연합군 남서 태평양 방면군은 1944년 후반 마침내 필리핀을 진공하기로 결정했다. 그 첫 단계로 필리핀 방면의 전략 거점의 확보가 필요하였으며, 뉴기니 서쪽에 위치한 말루쿠 제도의 모로타이섬을 공격 목표로 정했다. 또한 동시에 팔라우 제도의 펠렐리우섬과 앙가우르섬에도 미국 해군 주도의 연합국 중부 태평양 방면군이 공략을 맡았다.(이때의 전략 결정의 경위에 대해서는 필리핀 전투 (1944 - 1945)#미국을 참조.)
한편, 1942년에 네덜란드령 동인도의 일부였던 모로타이섬을 점령한 일본군은 이후 수비 부대를 증강배치하지 않았다. 1944년 말루쿠 제도 방면의 방비 강화를 도모하고자 파견된 제32사단은 평야가 많은 비행장 건설에 적합한 주변의 할마헤라섬을 방어의 중심으로 여겼다. 따라서 모로타이섬에는 제32사단의 2개 대대가 비행장 건설을 추진했지만, 배수가 좋지 않아 건설을 포기했다. 이 2개 대대가 할마헤라섬으로 철수한 이후에는 카와시마 타케노부(川島威伸) 중위를 지휘관으로 하는 제2유격대 소속의 2개 중대(주로 다카사고의용대)만 배치되어 있었다.
연합군이 상륙했을 때, 섬에는 9000명의 현지인이 살고 있었다. 도민에 대한 선무공작을 수행하기 위해 연합군의 상륙 부대에는 네덜란드 군 민정반이 추가 되었다.

## 전투

### 연합군의 상륙
연합군은 미군 지상군 4만명, 미국 육군 항공대 1만 7000명의 압도적 병력을 투입하여 모로타이섬 공략에 착수했다. 1944년 8월부터 9월까지 모로타이섬과 펠렐리우섬에 상륙 지원을 위한 필리핀 각지와 할마헤라섬, 술라웨시섬 등 주변 지역에서 기동 부대 탑재기 등을 동원하여 항공 격멸전을 벌였다. 다바오 오보 사건과 겹친 결과 일본 측의 항공 전력은 괴멸되다시피 했다. 일본군에게 상륙 의도를 탐지당하지 않도록 모로타이섬 자체에 대한 공습과 항공 정찰은 제한적으로 이루어졌다.
9월 15일 새벽 미국 해군 제77 특무부대는 호주 해군함 2척을 포함, 순양함 5척과 호위 항공모함 6척 등으로 약 2시간의 사전 포격을 상륙 지점에 퍼부었다. 8시 30분 LST 45척 등의 수송선단으로 미국 육군 제31사단의 3개 연대 전투단 병력으로 모로타이섬에 상륙전을 시작했다. 일본군 지상군의 저항은 없었지만, 진흙과 산호초가 상륙에 방해가 되었다.
9월 18일부터 일본군의 지상 반격이 있었지만, 모두 격퇴했고, 10월 4일까지 미군은 섬 제압을 거의 마무리했다. 미군의 기록에 따르면 일본군 104명이 전사하고, 13명이 포로가 되었다. 미군의 피해는 전사, 실종 31명, 부상 85명이었다. DDT 살포가 효과를 거두었고, 말라리아 등에 의한 미군의 전쟁 환자는 소수로 억제되었다.
일본군의 역상륙을 경계했던 미군은 곧바로 섬에 PT 보트 41척을 배치했다. 이들은 모로타이섬 근해에서 200여척의 일본군 주정을 격침했다고 보도했다.

### 일본군의 반격
일본군은 제7비행 사단 등의 육해군 항공 부대와 잠수함으로 반격을 했지만 큰 성과는 얻지 못했다. 연합군의 피해는 호위 구축함 ‘쉘튼 호’의 침몰 정도였다. 할마헤라섬에서 선박공병 제18연대의 주정으로 제32사단의 역상륙 부대가 ‘잠입대’로 파견되었고 연합군 비행장에 방해 활동을 벌였다. 우선 9월 26일 밤에 보병 제211연대와 제212연대 3개 중대가 출발해 그 중 2개 중대가 성공했다. 10월 초순에는 보병 제210연대의 주력 550명이 대발동정 10척에 나눠 타고 역상륙을 시도했지만, 2척은 공습으로 격침되었다. 11월 16일에는 보병 제211연대 주력 모리타 요시테루 연대장 이하 500명이 군기와 함께 무사히 상륙했다. 모리타 대령은 이후 제10 파견대의 1개 대대(180명) 등 1,500명을 11월말까지 장악하고 전투를 이어갔지만, 12월 중순에 전사했다. 따라서 보병 제210 연대장인 오오우치 키소오 대령이 1945년 1월 10일에 모로타이섬에 진출하여 새로운 현지 지휘관이 되었다.
항공기에 의한 비행장 방해 공격이나 소규모 역상륙은 필리핀 각지에서 전투가 계속되는 동안에도 지속되었다. 레이테섬에서 의호작전의 일환으로 공수부대 강하도 검토되었지만 실행되지 않았다. 할마헤라섬에서의 마지막 보급정이 도착한 것은 1945년 5월 하순이었고, 마지막으로 일본군에 의한 공습이 이뤄진 것은 1945년 6월 23일이었다.

## 결과
섬을 점령한 연합군은 예정대로 대규모의 공병 부대를 투입하여 기지 건설을 시작했다. 건설 작업에는 네덜란드 군 민정반에서 징용한 현지인도 참여했다. 원래는 일본군이 건설하던 비행장을 확장할 계획이었지만, 역시 지질상 어렵다고 판단하고 새로운 활주로를 건설했다. 10월 4일에는 1500m 활주로가 대형 폭격기의 작전 가능 상태로 정비되어 보르네오섬의 발릭파판 공격 등에 이용되었다. 그 후에도 기지의 확장은 진행되어 10월 17일에는 2,100m 규모의 두 번째 활주로가 완성되었고, 11월에는 약 250대의 항공기를 전개하게 되었다. 연료 탱크와 약 3000명 규모의 병상을 갖춘 병원 등도 정비되었다.
이후 이곳은 레이테섬의 전투 등에서도 모로타이섬 공습 거점이나 후방 기지로서 중요한 역할을 했다. 태평양 전쟁 종전 시 일본 육군 제2군의 항복식도 모로타이섬에서 진행되었다.
종전 시에 660명의 일본군이 투항했으나 일부는 일본군이 항복한 사실을 모르고 여전히 정글에서 숨어사는 생활을 했다. 1956년에는 9명의 전 일본 병사가 발견되어 일본으로 귀국했다. 1974년 말에는 다카사고의용대 소속의 나카무라 테루오 (中村輝夫)가 발견되어 대만을 통해 귀국했다.